# HMAS Goonambee
HMAS Durraween – trałowiec pomocniczy z okresu II wojny światowej należący do Royal Australian Navy (RAN).

## Historia
SS „Goonambee” został zbudowany w Newcastle State Dockyard w Nowej Południowej Walii w 1919 na zamówienie rządu stanowego.  Po zbankrutowaniu założonej przez rząd stanowy spółdzielni rybackiej, trawler został sprzedany firmie Red Funnel Fisheries, w późniejszym czasie zakupiła firma Cams and Sons.
Statek został zarekwirowany przez RAN 28 czerwca 1940 i przystosowany do roli trałowca.  Okręt wszedł do służby 9 sierpnia 1940 i początkowo służył w 74 Grupie Trałowców (Minesweeping Group 74) bazującej w Brisbane.
31 maja 1942 okręt znajdował się w Sydney w czasie ataku japońskich okrętów podwodnych.  Z pokładu „Goonambee” dostrzeżono japoński miniaturowy okręt podwodny „M-21”.
29 czerwca 1943 okręt został odkupiony od właściciela, ale w niecały rok później, 21 czerwca 1944 został wycofany do rezerwy, a 4 października tego roku został odkupiony przez jego poprzednich właścicieli.
„Goonambee” służył jako trawler do 1954.